# Carl Robert Sederholm
Carl Robert Sederholm, född 6 juni 1818 i Parikkala, Södra Karelen, död 28 mars 1903 i Helsingfors, var en finländsk militär och religionsfilosof. Han var brorson till Karl Sederholm. 
Sederholm genomgick Finska kadettkåren och ingenjörakademien i Sankt Petersburg. Han tjänstgjorde från 1846 på fästningen Kinburn och råkade vid dess kapitulation 1855 i fransk fångenskap. Efter kriget blev befälet ställt inför krigsrätt, men Sederholm, som manhaftigt protesterat mot kapitulationen, erhöll flera utmärkelser och befordrades till kapten. Han gjorde sig bemärkt som en insiktsfull ingenjörofficer, publicerade flera avhandlingar i sin vetenskap, ledde befästningsarbetena vid Mykolajiv samt befäste 1865–80 Kertj och inloppet till Azovska sjön på ett för tiden utmärkt sätt. 
Från kommendantskapet på Kertj transporterades Sederholm, vilken 1881 blivit generallöjtnant, 1883 till chefsposten för de ryska ingenjörerna i Finland. Därefter ägnade han sig främst åt religionsfilosofisk skriftställarverksamhet samt åt att i trä modellera alla tiders märkligaste byggnader för att visa arkitekturens historiska utveckling; han rekonstruerade orientaliska praktbyggnader, egyptiska tempel, Akropolis, Pergamos, Capitolium, nyare kyrkor och borgar, exempelvis Gripsholms slott, Viborg och Olofsborg. 
Sederholm publicerade Andens eller det rena förnuftets religion (1883; andra upplagan 1887), som från teologiskt håll framkallade polemik, Buddha, den upplyste och hans lära (1886), Kristendomen och därmed öfverensstämmande religioner och filosofemer (1888), hans vidlyftigaste arbete, Den moderna spiritualismen, dess filosofi och etik (1889) samt flera smärre skrifter. 
Sederholms religionsfilosofi har karakteriserats som en tro på det rena ofördunklade förnuftet, vilken vore en given fulländning av varje normal religionsutveckling; strävandet att nå en sådan gestaltning av det religiösa medvetandet framträdde hos alla kulturfolk, antingen i religionen eller den filosofiska spekulationen. Den för all sann filosofi och religion gemensamma grundidén vore idén av det i människan inneboende, oförstörbara sanna jaget, det rena förnuftet.

## Utmärkelser
- Sankt Vladimirs orden, fjärde klassen,  1857[1]
- Sankt Annas orden, andra klass,  1866[1]
- Sankt Vladimirs orden, tredje klass,  1868[1]
- Sankt Stanislausorden, andra klassen,  1872[1]
- Sankt Annas orden, första klass,  1876[1]
- Sankt Vladimirs orden, andra klassen,  1879[1]

[Redigera Wikidata]